# فاندا غرفثية
فاندا غرفثية (الاسم العلمي:Vanda griffithii) هي نوع من النباتات تتبع جنس الفاندا من الفصيلة السحلبية.